# Place Maurice-Ravel
La place Maurice-Ravel est une place de Nancy, située au nord-ouest de la ville, au sein du quartier Beauregard - Boufflers - Buthegnémont. Elle doit son nom au compositeur français Maurice Ravel.

## Situation et accès
La place est de forme carrée et entourée au nord de l'avenue de Boufflers, au sud de la rue Guy Ropartz, à l'est de la rue Pierre Dac et à l'ouest de la rue Pierre Schaeffer.
La station de bus la plus proche est celle de la ligne T4 arrêt "Beauregard Sainte-Anne" à trois minutes de marche.

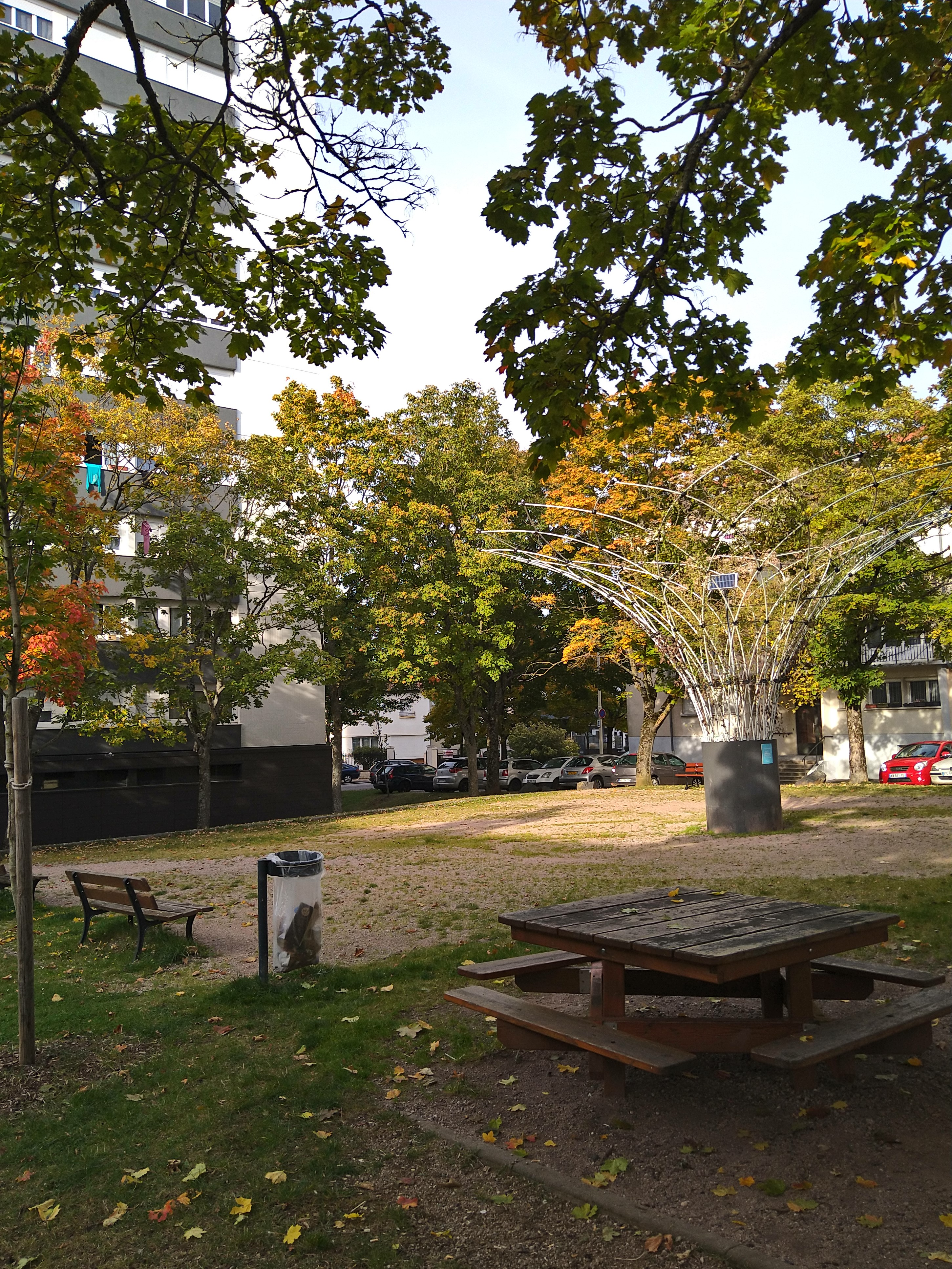
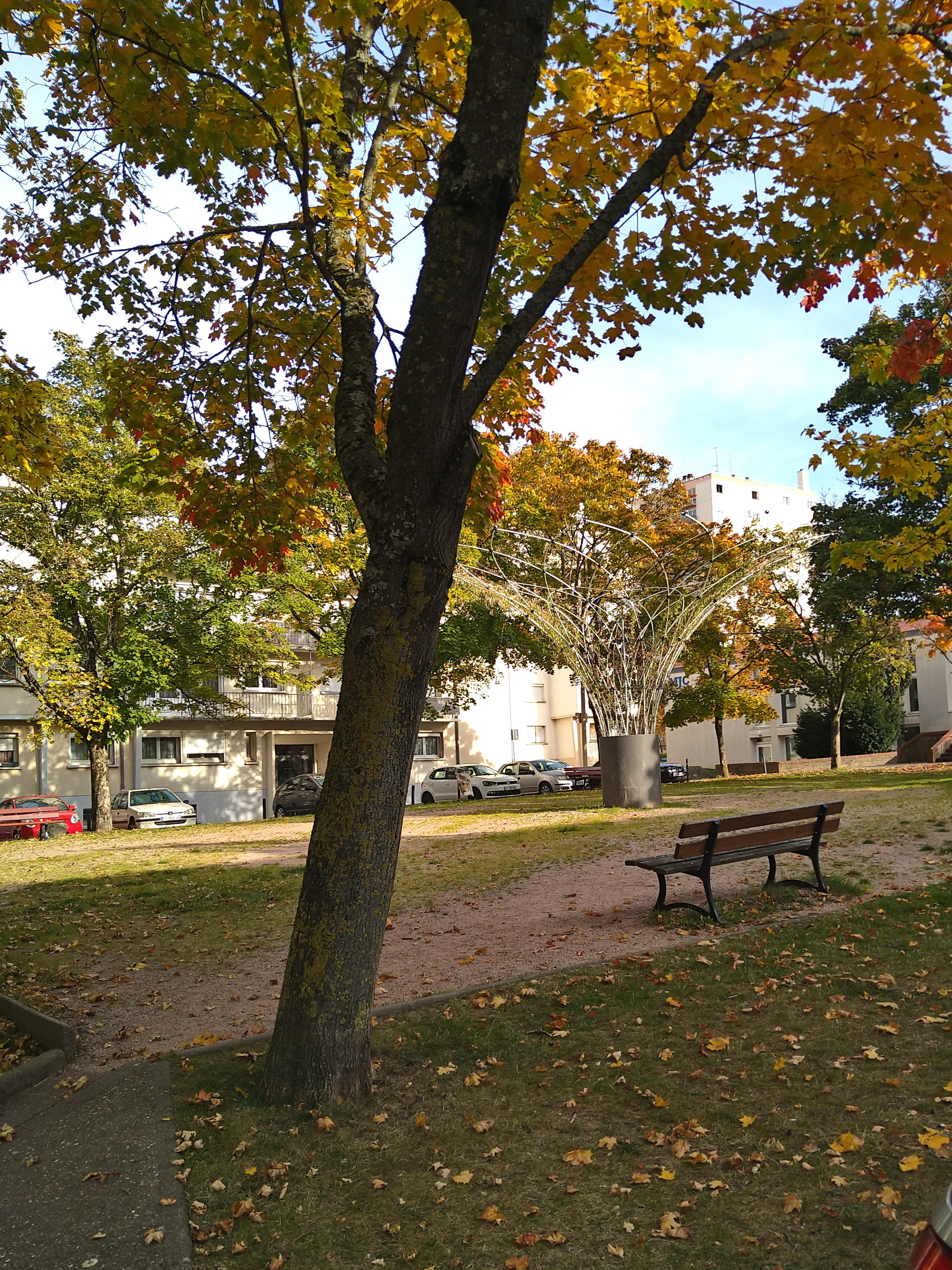

## Origine du nom
Elle porte le nom du compositeur Maurice Ravel (1875-1937), compositeur célèbre, auteur de musique instrumentale, symphonique et lyrique.

## Historique
Cette place est dénommée en 1966, bien avant sa création prévue au carrefour des rues André Theuriet, Croix Saint-Claude et Boufflers.

## Bâtiments remarquables et lieux de mémoire
- no 1 : la MJC Beauregard[2]
- Terrain de jeu sur le sud de la place.

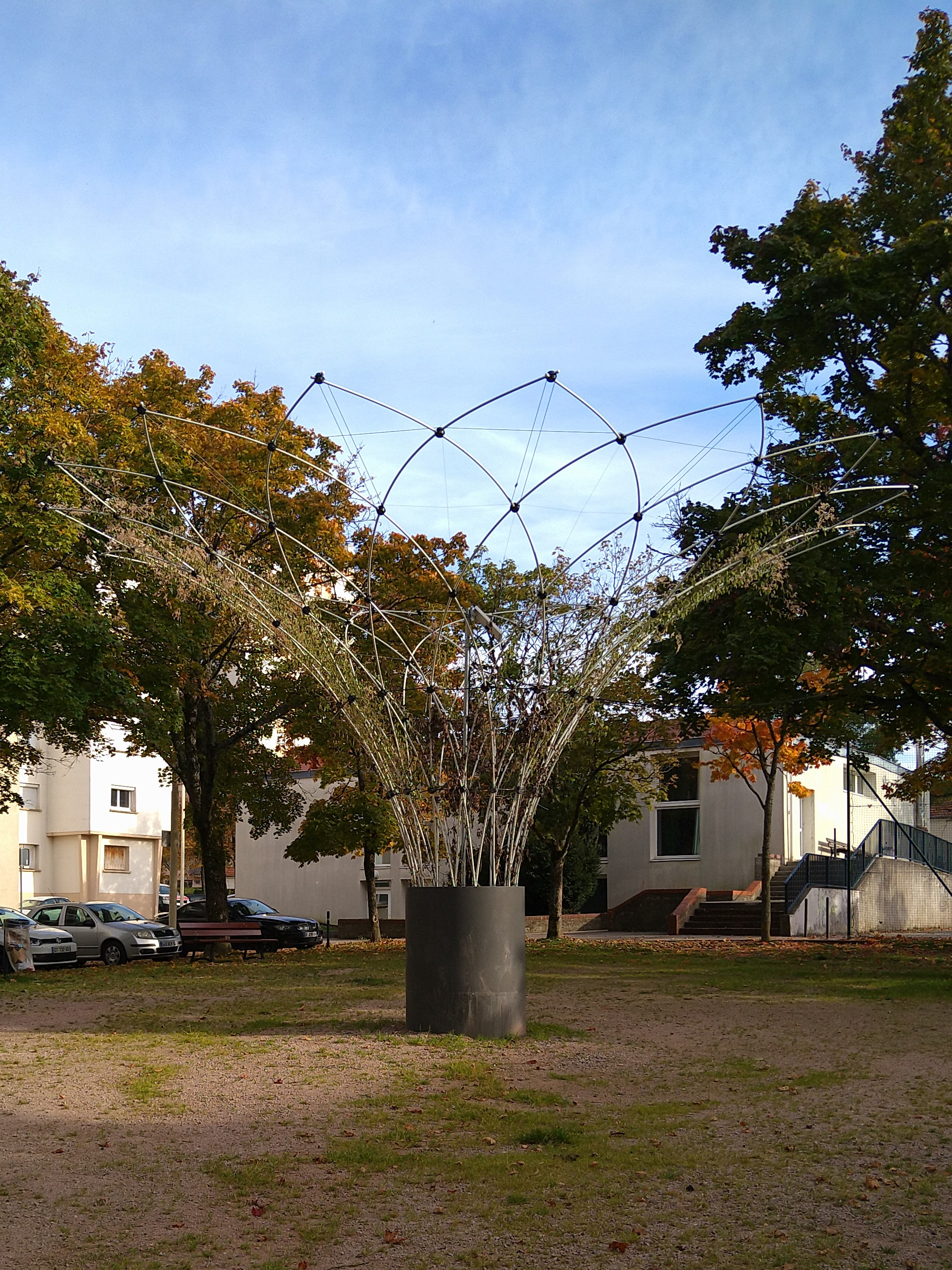
Pépinière de projets.
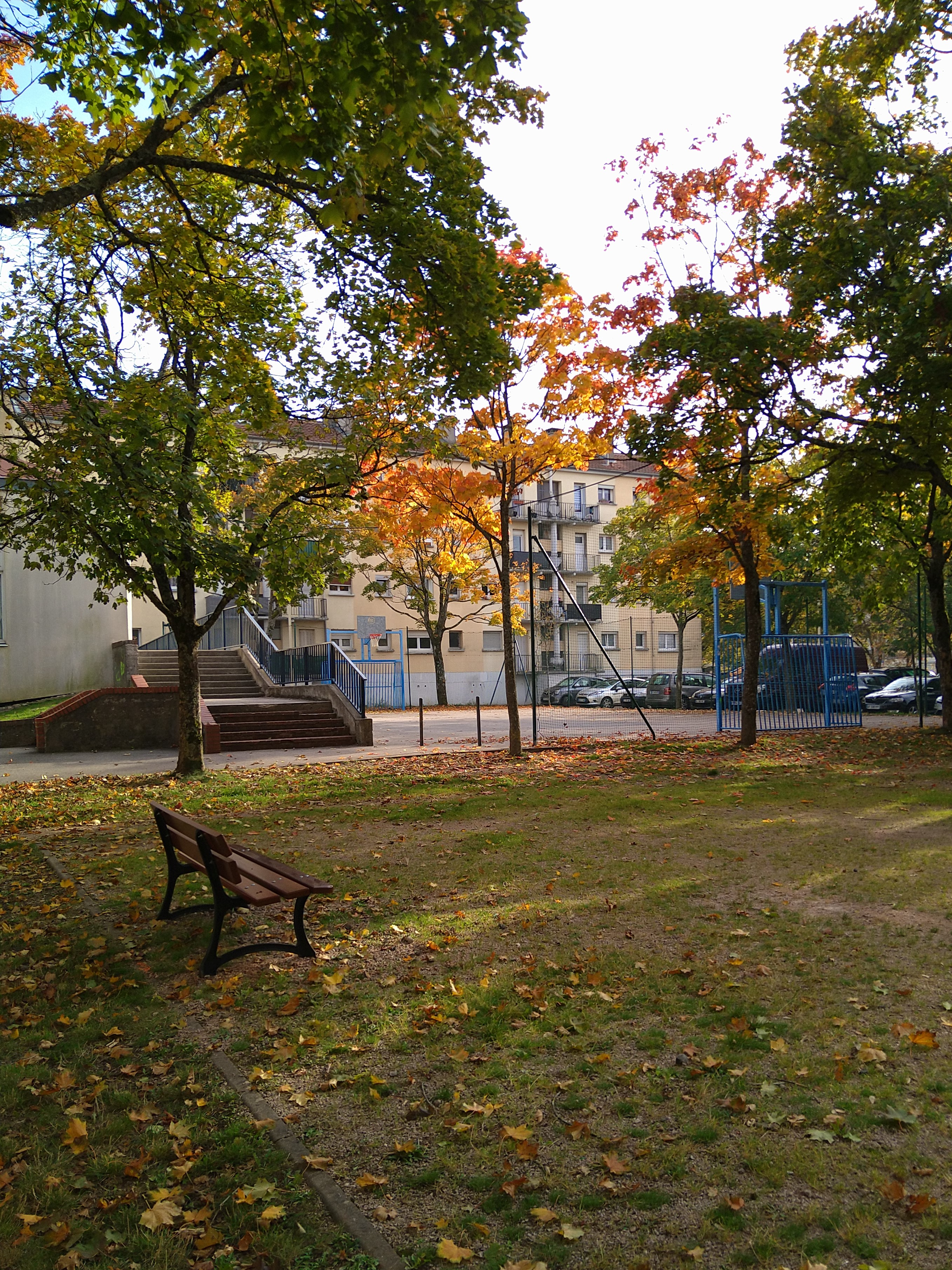
Terrain de jeu.